# Archipiélago Broughton
El archipiélago Broughton (del inglés: Broughton Archipelago) es un pequeño archipiélago de islas costeras canadienses de la costa del Pacífico de la provincia de la Columbia Británica, un grupo de pequeñas islas situadas en el flanco noreste del estrecho de la Reina Carlota. Las islas más grandes del grupo, que incluye numerosos islotes más pequeños, son la isla Broughton, Broughton Norte, Edén, Bonwick y Baker. Las islas pertenecen al Distrito Regional de Monte Waddington que tiene poca jurisdicción sobre ellas, ya que casi todos los asentamientos en la zona son o bien reservas indias o de bandas del Consejo tribal de Musgamagw Tsawataineuk (Musgamagw Tsawataineuk Tribal Council) o bien granjas acuíolas bajo la jurisdicción federal del Departamento de Pesca y Océanos.
El archipiélago es el territorio tradicional de los Kwicksutaineuk-Ah-kwa-mish y Tsawataineuk, subgrupos de los pueblos Kwakwaka'wakw. Es también un foco  de controversia sobre la piscicultura comercial de empresas noruegas. Uno de los estudios más importantes llevadas a cabo para evaluar la relación entre los criaderos y las plagas de piojos de mar en especies silvestres se llevó a cabo en este archipiélago en la primavera de 2002.

## Historia
El archipiélago Broughton fue nombrado así en 1792 por el capitán británico George Vancouver en honor de William Robert Broughton, el capitán del segundo barco de la expedición, el HMS Chatham.